# Герберт Ісаксен
Герберт Ісаксен (нім. Herbert Isachsen; 10 жовтня 1913 — 21 жовтня 2003, Дортмунд) — німецький пілот, обер-фельдфебель люфтваффе. Кавалер Лицарського хреста Залізного хреста.

## Нагороди
- Медаль «За вислугу років у Вермахті» 4-го класу (4 роки) (21 серпня 1937)
- Нагрудний знак пілота
- Залізний хрест
  - 2-го класу (1 квітня 1940)
  - 1-го класу (12 червня 1940)
- Почесний Кубок Люфтваффе (6 жовтня 1940)
- Авіаційна планка бомбардувальника
  - В бронзі (1 листопада 1940)
  - В золоті (28 серпня 1941)
  - В золоті із планкою (5 грудня 1942)
- Німецький хрест в золоті (1 серпня 1942) — як обер-фельдфебель 2-ї ескадрильї 1-ї групи 1-ї навчально-бойової змішаної ескадри.
- Лицарський хрест Залізного хреста (3 вересня 1943) — як обер-фельдфебель і пілот 3-ї ескадрильї 1-ї групи 1-ї навчально-бойової змішаної ескадри.